# مکی ۹۰۸۸
سیارک ۹۰۸۸ (به انگلیسی: 9088 Maki، نامگذاری:1995SX3) نه هزار و هشتاد و هشتمین سیارک کشف شده‌است که در ۲۰ سپتامبر ۱۹۹۵ کشف شد.
قدر مطلق سیارک برابر ۱۴.۸ است.